# 27P/Crommelin
De komeet van Crommelin, ook bekend als de komeet van Pons-Coggia-Winnecke-Forbes, is een komeet in het zonnestelsel genoemd naar de Britse astronoom Andrew C. D. Crommelin die de baan berekende in 1930. Het is een van de vier kometen die niet naar hun ontdekker genoemd zijn. De andere drie zijn de komeet van Halley, de komeet van Encke, en de komeet van Lexell.
De eerste waarneming werd gedaan te Marseille door Jean-Louis Pons op 23 februari 1818. Hij kon de komeet volgen tot 27 februari waarna het weer hem dit belette. Johann Franz Encke deed een poging om de baan te berekenen, zonder succes. In 1872 kon John R. Hind een ruwe berekening maken van de baan en stelde vast dat deze heel sterk overeenkwam met de baan van de komeet van Biela. Hierdoor speculeerde Edmund Weiss dat dit ook een van de stukken was die van de komeet van Biela afgebroken was. De volgende waarneming op 10 november 1873 was door Jérôme E. Coggia te Marseille en op 11 november door Friedrich A. T. Winnecke te Straatsburg. Weiss en Hind deden opnieuw een berekening van de baan en konden hierdoor de waarneming van 1818 voorspellen. De derde keer dat men de komeet waarnam was op 19 november 1928 door Alexander F. I. Forbes te Kaapstad en bevestigd door Harry E. Wood op 21 november.
Het was uiteindelijk Crommelin die de baan berekende en hierdoor de verschillende waarnemingen van 1818 (Pons) en 1873 (Coggia-Winnecke) aan elkaar kon koppelen als van dezelfde komeet.